# David Funck
David Funck (8. ledna 1648 Jáchymov – 1. ledna 1701 Ilmenau) byl hudební skladatel a hudebník.

## Život
David Funck byl synem stejnojmenného otce (1615–1669), který byl ve 40. letech 17. století kantorem v Jáchymově, poté v Reichenbachu. Studoval na univerzitě v Jeně, kde vystudoval práva (1673) a věnoval se hudbě a poezii. Měl vynikající pověst jako houslista, hráč na violu a hráč na klavichord. V roce 1674 byl zaměstnán jako sekretář u ovdovělé princezny Eleonory ze Šlesvicka-Holštýnska-Sonderburg-Norburg v Nordborgu. V roce 1686 byl propuštěn pro špatné chování a našel místo učitele kompozice v Reichenbachu. V březnu 1693 získal místo subrektora latinské školy a varhaníka ve Wunsiedelu, kde se v roce 1694 oženil. Podle zápisu z rady byl Funck koncem roku 1698 podezřelý ze zločinu a musel uprchnout. V létě roku 1700 našel své poslední pole působnosti v kostele sv. Jakuba v Ilmenau.

## Dílo (výběr)
- Davidis Funcii Bohemi Stricturae viola-di-gambicae, ex sonaris, ariis, intradis, allemandis, ert. quator violis da gamba concinendis promicantes (Lipsko, Jena, Rudolstadt, 1677) Sbírka, jejíž jediný exemplář je nyní v Národní knihovně v Paříži (F-Pn VM7 6263), sestává ze 43 číslovaných čtyřhlasých, většinou krátkých tanečních vět, které mají zcela odlišné vlastnosti.

### Spisy
- Compendium musices (Leipzig, kolem roku 1670, ztraceno)
- De proportione musica veterum et nostra disputationem academicam [...] publico examini sistet M. Johannes Riemer Saxo-hall. Respondente Davide Funccio (Jena, 1673)